# 德國洋甘菊
德國洋甘菊又名母菊（學名：Matricaria chamomilla or ），其氣味帶著微甜的香辛料味，比羅馬洋甘菊的氣味柔和。可製作香料和精油。分布于亚洲、欧洲以及新疆等地，目前產地為埃及、法國、德國和摩洛哥。精油以水蒸氣蒸餾法製取，外觀呈深藍色，具有濃厚香甜味，揮發度中等，中強度。

## 說明

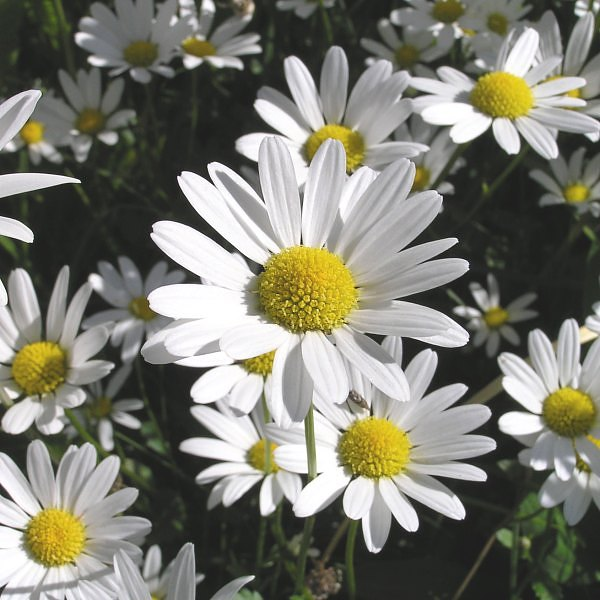
花

西洋甘菊因能夠治癒附近草木的疾病，自古被尊稱為「植物的醫生」。「Chamomile」的名稱，具有希臘語「地上蘋果」的意思。
古代，西洋甘菊以治療疾病的作用被廣泛利用。同時，因具有美化、光澤頭髮的效用。長年被當作製作洗髮精的成分。
此外，對肌膚粗糙，更年期障礙、生理痛等女性困擾也有幫助。精油的顏色是難得一見的深藍色。是因西洋甘菊有稱為母菊奧的芳香成分所致。西洋甘菊也具有卓越的殺菌、抗炎症、抗病毒、抗過敏作用。

### 身體
緩和關節的疼痛。改善更年期障礙的症狀。促進治癒割傷，有效預防虫咬。抗炎症、抗病毒、止痛、鎮靜、促進消化、去除瘀血、去除鬱滯、降低血壓、強身、類似女性賀爾蒙。

### 心靈
讓心情平靜，誘引進入舒適的睡眠。

### 肌膚
具有抗炎症作用，改善肌膚粗糙。

## 注意事項
- 懷孕初期避免使用。
- 德國洋甘菊過敏反應（舌頭增厚，喉嚨緊繃，嘴唇，喉嚨和眼睛腫脹，身體發癢），但很少發生。對「豚草屬」植物有嚴重過敏反應的患者可能對洋甘菊和菊科/菊科植物其他植物（如紫錐花，小白菊，奶薊）有敏感性。有些人可能引起發炎，故要進行肌膚接觸測驗，注意使用量。[2]

## 逸事
捷克斯洛伐克动画片《鼹鼠的故事》中《鼹鼠与药》一集，小鼹鼠踏遍全球最终在家门口找到的药便是德国洋甘菊。

## 外部連結
- 莽草酸 Shikimic acid （页面存档备份，存于） 中草藥化學圖像數據庫 (香港浸會大學中醫藥學院) （中文）（英文）